# Faroa richardsiae
Faroa richardsiae är en gentianaväxtart som beskrevs av Peter Geoffrey Taylor. Faroa richardsiae ingår i släktet Faroa och familjen gentianaväxter. Inga underarter finns listade i Catalogue of Life.